# آدام اکرسلی (بازیکن فوتبال)
آدام اکرسلی (انگلیسی: Adam Eckersley؛ زادهٔ ۷ سپتامبر ۱۹۸۵) یک بازیکن فوتبال اهل بریتانیا است.